# Peugeot 305
Peugeot 305 byl automobil nižší střední třídy od automobilky Peugeot vyráběný v letech 1977 až 1988. Nahradil Peugeot 304.

## Historie
Peugeot 305 byl mnoho let vyráběn s nejvyšším počtem vyrobených kusů automobilky Peugeot. Přímým nástupcem byl Peugeot 405.
Je také zajímavé, že 305 byla od roku 1978 až do konce 90. let používána v Sársku jako policejní vozidlo.

## Verze
Peugeot 305 byl nabízen jako čtyřdveřový sedan a pětidveřové kombi Break. Kombi Break se vyrábělo i ve verzi užitkového vozidla se dvěma dveřmi pod názvem Break Service. Po faceliftu v roce 1982 dostala karoserie nižší a aerodynamičtější přední část vozu.

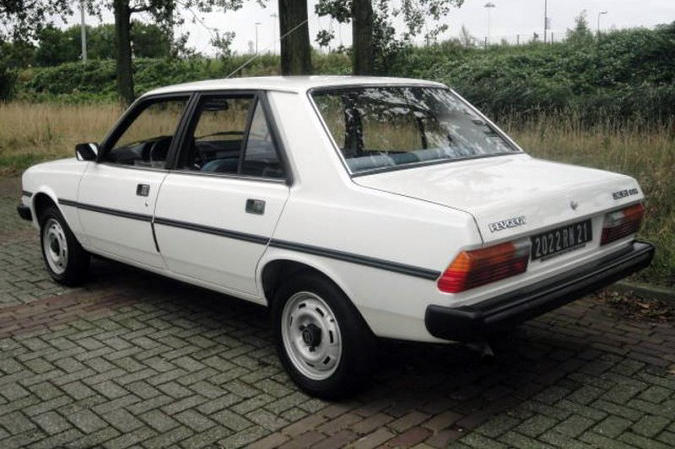
Peugeot 305 (1977–1982)
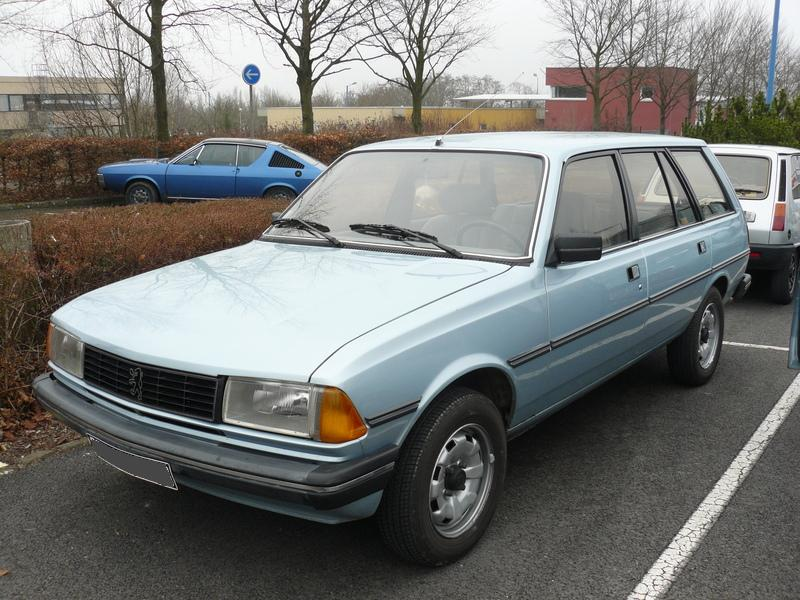
Peugeot 305 Break (1982–1988)
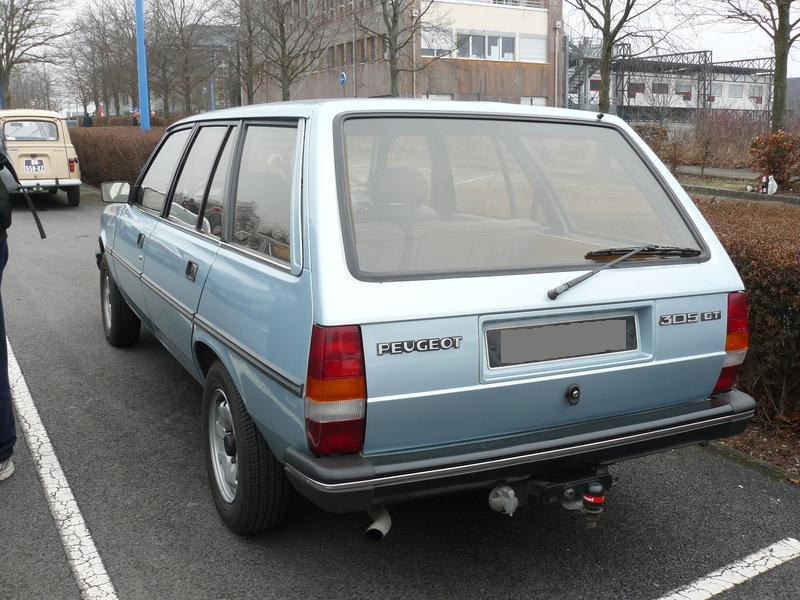
Peugeot 305 Break (1982–1988)

Celkové rozměry automobilu byly téměř identické pro oba modely:
- Délka: 4240 mm (Limousine), 4260 mm (Break)
- Šířka: 1630 mm (Limousine), 1640 mm (Break)
- Výška: 1400 mm (Limousine), 1420 mm (Break)

## Motory a převodovky
Peugeot 305 byl během své výroby nabízen s různými motory, které byly čtyřválcové. První generace převzala motorizaci od Peugeot 304 1,3l a 1,5l s výkonem 44kW a 54kW, později byly v nabídce XU-motory 1,6l s výkonem 66kW a 71kW, 1,9l s výkonem 72kW a katalyzátorem.
V nabídce byl i dieselový motor o objemu 1,9 litru o výkonu 48kW, ale před ním byl v nabídce i 1,5 litrový motor.
Motor byl montován příčně nad přední nápravou. V muzeu Peugeot je i prototyp s motorem uloženým podél přední nápravy.
Peugeot 305 byl v nabídce s předním náhonem.

## Výbavy
- GL
- GLS
- GR
- SR
- GT (od 1983)
- GTX

- GLD (Diesel)
- GRD (Diesel)
- SRD (Diesel)